# Бодки, Эрвин
Э́рвин Бо́дки (нем. Erwin Bodky; 7 марта 1896, Рагнит, Восточная Пруссия — 6 декабря 1958, Люцерн) — американский клавесинист и музыковед немецкого происхождения.

## Биография
Сын советника юстиции Луиса Бодки. После окончания гимназии в 1914—1916 гг. учился в Берлинской Высшей школе музыки и в Консерватории Шарвенки как пианист. Среди его педагогов были Ферруччо Бузони, Карл Генрих Барт, Эрнст фон Донаньи и Павел Юон. Кроме того, уже в 1920—1922 гг. Бодки обучался композиции под руководством Рихарда Штрауса, став одним из всего лишь трёх его учеников.
С 1922 года Бодки вёл концертно-исполнительскую деятельность, в 1926 году стал профессором Высшей школы музыки в Берлине и одновременно профессором Академии церковной музыки там же. Несмотря на большую педагогическую нагрузку, он продолжал много концертировать, сочетая выступления с композиторской деятельностью. Среди произведений Бодки — струнный квартет (1916), фортепианный квинтет (1920), фортепианный концерт (1922), камерная симфония (1923), фортепианные и скрипичные сонаты. В этот же период Бодки начал интересоваться оригинальными редакциями старой музыки и старинными инструментами; он, в частности, разошёлся с Бузони после того, как наставник узнал, что его ученик исполняет произведения Иоганна Себастьяна Баха в оригинальных версиях, а не в редакциях Бузони.
В 1926 и 1932 годах Бодки провёл циклы лекций о старинной музыке в Германии и Голландии. В этот же период он организовал ансамбль Collegium musicum, программы которого составляют произведения композиторов XVII—XVIII веков. В 1932 году по рекомендации музыковеда Альфреда Эйнштейна берлинское издательство Хессе опубликовало в пользовавшейся популярностью серии Musik-Handbucher первую книгу Бодки «Интерпретация старинной клавирной музыки» (нем. Der Vortrag alter Klaviermusik). В 1933 году издательство Peters выпустило двух- и трёхголосные инвенции Баха в редакции Людвига Ландсхофа, аппликатура в которой принадлежит Бодки; эта редакция не раз переиздавалась, в том числе советскими музыкальными издательствами.
В 1933 году с приходом к власти Гитлера Бодки покинул Германию и переселился в Амстердам, а в 1938 году эмигрировал в США. В Кембридже (штат Массачусетс) Бодки в 1943 году основал, вместе с Иваном д’Аршамбо и ещё несколькими музыкантами, ансамбль старинной музыки Cambridge Collegium Musicum и руководил им до самой смерти, исполнив множество концертных программ с использованием исторических инструментов (клавесин, клавикорд, хаммерклавир). Программы этих концертов с содержательными аннотациями Бодки вошли в мемориальный сборник «Erwin Bodky. A Memorial Tribute» (1965). Кроме того, с 1949 года Бодки был профессором Университета Брандейса.
Исполнительский и музыковедческий опыт Бодки нашёл отражение в фундаментальном труде «Интерпретация клавирных произведений Баха» (англ. Interpretation of Bach's Keyboard Music), изданном посмертно в 1960 году. Эта книга была дважды переиздана (1976, 1977), переведена на немецкий (нем. Der Vortrag Der Klaviermusik von J.S. Bach; 1970) и русский (1989) языки. Основные идеи Бодки были также освещены в книге Якова Мильштейна «Хорошо темперированный клавир И. С. Баха» (Москва, 1967).

## Память
В Кембридже в память об основателе Общества старинной музыки проводятся ежегодные конкурсы имени Бодки для исполнителей на клавесине, клавикорде, органе и старинном фортепиано (хаммерклавире).